# Musée national d'art moderne
Musée national d'art moderne (česky Národní muzeum moderního umění), často označované podle svého sídla jako Centre Pompidou, je francouzské státní muzeum věnované umění 20. a 21. století. Nachází se v Paříži, kde sídlí od roku 1977 v Centre Georges Pompidou. Zde zabírá 4. patro (současné umění) a 5. patro (moderní umění). Muzeum spravuje jednu z největších a nejkvalitnějších světových sbírek moderního umění. Muzeum vlastní bezmála 70 000 uměleckých děl, z nichž je jen asi 900 představeno ve stálé expozici na ploše 14 000 m2. Mnohé exponáty jsou zapůjčeny do dalších muzeí a galerií. Díla zahrnují nejen malby, ale také sochy, plastiky, videoart a filmové umění, design a architekturu. Muzeum pořádá rovněž dočasné výstavy.
V Metách existuje pobočka tohoto muzea zvaná Centre Pompidou-Metz.

## Historie
Už 11. dubna 1818 otevřel Ludvík XVIII. v galeriích v Palais du Luxembourg Musée des artistes vivants (Muzeum žijících umělců). Díla vystavených autorů měla posléze přejít do majetku muzea 10 let po jejich smrti. Později bylo přeměněno na Musée du Luxembourg. Jeho počáteční fond byl založen částečně z darů od umělců (Pablo Picasso, Georges Braque, Henri Matisse, Marc Chagall, Constantin Brâncuşi aj.) a soukromých sběratelů (Louise a Michel Leiris, Daniel Cordier) i jednotlivých darů a akvizicemi.
Některé exponáty z toho muzea posléze převzalo nejen muzeum moderního umění, ale též Louvre a Musée de l'Orangerie v Jardin des Tuileries, odkud se přesunuly do sousední Galerie nationale du Jeu de Paume, kde zůstaly do roku 1939.
V roce 1937 byl v Paříži pro světovou výstavu postaven výstavní pavilon Palais de Tokyo a bylo rozhodnuto využít prostor pro muzeum moderního umění. Během druhé světové války byla ovšem díla převezena do bezpečí mimo Paříž.
Po válce byla sbírka rozdělena. Od roku 1947 byla díla 19. století (do roku 1890) vystavena v Jeu de Paume (včetně impresionistů uložených v Louvru), odkud se v roce 1986 přemístila do Musée d'Orsay. Díla 20. století byla přemístěna do Palais de Tokyo, kde 9. června 1947 tehdejší ministr kultury a školství otevřel nové Národní muzeum moderního umění. Muzeum tak bylo rozšířeno a v roce 1977 se stalo součástí kulturního Centra Georges Pompidou.
V roce 1977 se Národní muzeum moderního umění přesunulo do nového Centre Georges Pompidou a v Palais de Tokyo zůstali postimpresionisté narození před rokem 1870. Tato díla byla v 1986 převedena do Musée d'Orsay.

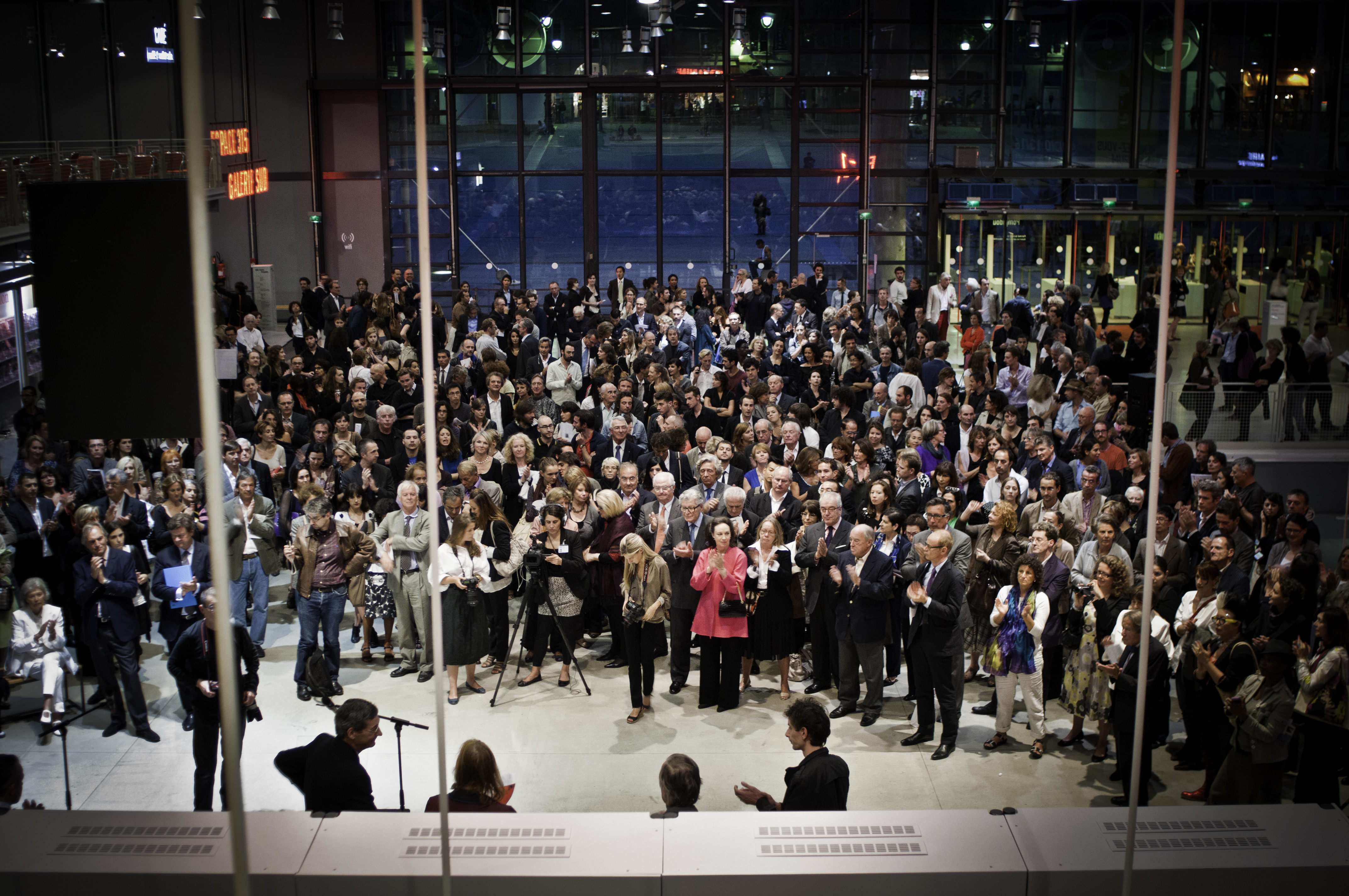
Prix Marcel Duchamp, 2009

## Činnost muzea
Muzeum je součástí Centre Georges Pompidou. V roce 1992 bylo k muzeu připojeno Centre de création industrielle (Centrum průmyslového designu). Součástí muzea je i Kandinského knihovna, která se specializuje na umění 20. století a obsahuje asi 200 000 děl. Nabízí studovnu se 76 místy o rozloze 390 m2.
Podle stanov z roku 1992 je posláním muzea spravovat, uchovávat, restaurovat, doplňovat a zpřístupňovat své umělecké sbírky a prohlubovat znalost o umění od počátku 20. století, podporovat současné umění ve všech jeho podobách. Spolupracovat s jinými institucemi. Muzeum ročně zapůjčí na 3000 děl do Centre Pompidou-Metz a muzeí po celém světě.

## Sbírky
Sbírky zachycují všechny umělecké směry 20. století.

### Období (1905–1960)
- Fauvismus: André Derain, Henri Matisse, Maurice de Vlaminck, Raoul Dufy, Albert Marquet, Othon Friesz, Kees van Dongen, Georges Rouault, Henri Manguin, Charles Camoin, Auguste Chabaud
- Kubismus: Georges Braque, Pablo Picasso, Fernand Léger, Juan Gris, Albert Gleizes, Jean Metzinger, Jacques Villon, André Lhote, Auguste Herbin, Henri Laurens, Raymond Duchamp-Villon, Jacques Lipchitz, Alexander Archipenko
- Futurismus: Umberto Boccioni, Carlo Carrà, Giacomo Balla, Gino Severini, Luigi Russolo, Alberto Magnelli
- Ruská avantgarda: Kazimir Malevič, Alexandr Rodčenko, El Lisickij, Alexandra Exter, Natalia Gončarova, Michail Larionov, Jean Pougny, Vladimir Baranov-Rossiné, Léopold Survage, Pavel Filonov, Pavel Mansurov, Vladimir Stenberg
- Expresionismus/Nová věcnost: Ernst Ludwig Kirchner, Max Pechstein, August Macke, Alexej von Jawlensky, Emil Nolde, Oskar Kokoschka, Lyonel Feininger/Otto Dix, George Grosz, Christian Schad, Max Beckmann
- Hnutí Dada / Bauhaus: Marcel Duchamp, Marcel Janco, Sophie Taeuber-Arp, Francis Picabia, Raoul Hausmann, Hannah Höch, Kurt Schwitters/László Moholy-Nagy, Josef Albers, Paul Klee, Hans Arp, Antoine Pevsner, Naum Gabo
- Abstraktní umění / Konkrétní umění: František Kupka, Vasilij Kandinskij, Piet Mondrian, Theo van Doesburg, Georges Vantongerloo, César Domela, Jean Hélion, Otto Carlsund, Willi Baumeister, Otto Freundlich, Joaquín Torres García, Max Bill, Richard Mortensen, Aurelie Nemours
- Sochařství: Constantin Brâncuşi, Henri Gaudier-Brzeska, Julio Gonzalez, Alexander Calder, Ossip Zadkine, Henry Moore
- Malíři Pařížské školy: Marc Chagall, Amedeo Modigliani, Chaïm Soutine, Tsuguharu Foujita, Moïse Kisling, Julius Pascin, María Blanchard
- Surrealismus: Giorgio de Chirico, Salvador Dalí, René Magritte, Max Ernst, Miro, André Breton, Man Ray, Dora Maar, Yves Tanguy, André Masson, Roberto Matta, Wilfredo Lam, Paul Delvaux, Alberto Giacometti, Hans Bellmer, Victor Brauner, Joseph Cornell, Meret Oppenheim
- Abstraktní expresionismus: Jackson Pollock, Mark Tobey, Mark Rothko, Barnett Newman, Willem de Kooning, Arshile Gorky, Clyfford Still, Robert Motherwell, Sam Francis, Adolph Gottlieb, Philip Guston, Paul Jenkins, Joan Mitchell, Cy Twombly
- Lyrická abstrakce / Tachismus : Wols, Georges Mathieu, Hans Hartung, Camille Bryen, Jean-Paul Riopelle, Nicolas de Staël, Pierre Soulages, Gérard Schneider, Jean Degottex, Pierre Tal-Coat, Bram van Velde, Zao Wou Ki, Olivier Debré, Simon Hantaï, André Lanskoy, Alfred Manessier, Jean Bazaine, Jean Le Moal, Roger Bissière, Maurice Estève, Charles Lapicque, Serge Poliakoff, Maria Elena Vieira da Silva, Arpad Szenes, Gustave Singier, Julius Bissier, Bernard Schultze, François Stahly, Etienne Martin
- Informel / Art brut: Jean Fautrier, Jean Dubuffet, Antoni Tàpies, Lucio Fontana, Alberto Burri, Giuseppe Capogrossi, Bernard Réquichot, Gaston Chaissac, Enrico Baj, Manolo Millares, Antonio Saura, Eduardo Chillida
- CoBrA: Asger Jorn, Karel Appel, Pierre Alechinsky, Christian Dotremont, Guillaume Cornelis van Beverloo, Constant Nieuwenhuis, Jacques Doucet, Jean-Michel Atlan
- Gutai: Kazuo Shiraga, Saburō Murakami, Atsuko Tanaka, Shōzō Shimamoto, Hisao Domoto, Toshimitsu Imai
- Kinetické umění / Op-art: Victor Vasarely, Agam, Jesús-Rafael Soto, Pol Bury, Grégorio Vardanega, Julio Le Parc
- Díla dalších autorů: Henri Rousseau, Paul Signac, Robert Delaunay, Sonia Delaunay, Aristide Maillol, Suzanne Valadon, Marie Laurencin, Tamara de Lempicka, Georgia O'Keeffe, Diego Rivera, Frida Kahlo, Louise Nevelson, Louise Bourgeois, Germaine Richier, Judit Reigl, Dorothea Tanning, Giorgio Morandi, Balthus, Bernard Buffet, Francis Bacon aj.

### Období po roce 1960
- Pop art: Richard Hamilton, Andy Warhol, Robert Rauschenberg, James Rosenquist, Roy Lichtenstein, Jasper Johns, Claes Oldenburg, George Segal, Jim Dine, Ed Ruscha
- Nouveau Réalisme: Yves Klein, Jean Tinguely, Niki de Saint-Phalle, Arman, César Baldaccini, Mimmo Rotella, Christo, Raymond Hains, Jacques de la Villeglé, Martial Raysse / Daniel Spoerri
- Fluxus: John Cage, La Monte Young, Joseph Beuys, Wolf Vostell, Charlotte Moorman, Nam June Paik, George Brecht, Robert Filliou, Ben, Dieter Roth, Yoko Ono
- Happeming : Allan Kaprow, Joseph Beuys, Wolf Vostell, Charlotte Moorman, Nam June Paik
- Video Art : Joseph Beuys, Wolf Vostell, Charlotte Moorman, Nam June Paik, Bill Viola
- Minimalismus: Carl André, Dan Flavin, Dan Graham, Donald Judd, Sol LeWitt, Agnès Martin, Robert Morris, Bruce Nauman, Richard Serra, Frank Stella, Ellsworth Kelly / Daniel Buren, François Morellet, Olivier Mosset, Niele Toroni, Michel Parmentier, Daniel Dezeuze, Jean-Pierre Pincemin, Martin Barré, François Rouan, Toni Grand
- Arte Povera: Piero Manzoni, Giuseppe Penone, Giovanni Anselmo, Mario Merz, Luciano Fabro, Jannis Kounellis, Alighiero Boetti, Michelangelo Pistoletto
- Figuration narrative : Valerio Adami, Gilles Aillaud, Eduardo Arroyo, Leonardo Cremonini, Equipo Crónica, Henri Cueco, Erro, Gérard Fromanger, Peter Klasen, Jacques Monory, Bernard Rancillac, Antonio Recalcati, Antonio Segui, Hervé Télémaque / Alain Jacquet, Peter Saul
- Konceptuální umění: Isidore Isou, Joseph Kosuth, Lawrence Weiner, Marcel Broodthaers, Bernar Venet
- Georg Baselitz, Gerhard Richter, Sigmar Polke, Wolf Vostell, A. R. Penck, Richard Lindner, Anselm Kiefer, Jörg Immendorff, Per Kirkeby, Öyvind Fahlström, Dado, Roman Opalka, Brion Gysin, Chuck Close, Malcolm Morley, Matthew Barney, Barry Flanagan, Richard Long, Tony Cragg, Richard Deacon, Bill Viola, Orlan, Peter Stämpfli, Jean-Pierre Raynaud, Claude Lévêque, Christian Boltanski, Annette Messager, Sophie Calle, Gina Pane, Jean-Michel Basquiat, Hervé di Rosa, Robert Combas, Gérard Garouste, Anish Kapoor, Cheri Samba aj.

A dále množství francouzských i zahraničních umělců z období 1990–2000: Bernd a Hilla Becherovi, Andreas Gursky, Martin Parr, Thomas Ruff, Nan Goldin, David Weiss a Peter Fischli, Wim Delvoye, Gilbert et Georges, Cindy Sherman, Peter Doig, Andy Goldsworthy, Sarah Morris, Glenn Brown, Sean Scully, John Currin, Marlene Dumasová, Ernesto Neto, Tunga, Subodh Gupta, Yan Pei-Ming, Wang Du, Bernard Piffaretti, Bertrand Lavier, Philippe Cognée, Bernard Frize, Pierre Huyghe, Alain Sechas, Xavier Veilhan, Jean-Michel Othoniel, Philippe Ramette, Laurent Grasso, Claude Closky, Michel Blazy, Didier Marcel, Philippe Mayaux aj.

### Architektura a design
Po připojení sbírek Centre de création industrielle roku 1992: Otto Wagner, Peter Behrens, Gerrit Rietveld, Marcel Breuer, Pierre Chareau, Le Corbusier, Pierre Jeanneret, Charlotte Perriand, Eileen Gray, Ludwig Mies van der Rohe, René Herbst, Robert Mallet-Stevens, Franco Albini, Alvar Aalto, Marcel Lods, Gio Ponti, Jean Prouvé, Hans Coray, Ray Eames a Charles Eames, Harry Bertoia, Marco Zanuso, Pierre Guariche, Raymond Loewy, Achille Castiglioni, Eero Saarinen, Sori Yanagi, Verner Panton, Arne Jacobsen, Roger Tallon, Pierre Paulin, Olivier Mourgue, Isamu Noguči, Joe Colombo, Ettore Sottsass, Carlo Bartoli, Shiro Kuramata, Elisabeth Garouste, Mattia Bonetti, Gaetano Pesce, Mario Bellini, Philippe Starck, Martin Szekely, Marc Newson, Erwan Bouroullec, Ron Arad, Aldo Rossi, Norman Foster, Jasper Morrison, Konstantin Grcic, Matali Crasset, Jonathan Ive, Patrick Jouin, Jean Nouvel, Dominique Perrault, Christian de Portzamparc aj.
Součástí sbírek je i věrná rekonstrukce Brâncuşiho ateliéru. Sochařův ateliér získal stát v roce 1956 i s veškerým zařízením, které tvořilo 2571 dokončených a rozpracovaných děl, knihovna se 160 svazky, nábytek a nástroje.